# Tufão Wipha (2007)
O tufão Wipha (designação internacional: 0712; designação do JTWC: 13W; designação filipina Goring) foi o décimo quarto ciclone tropical, o décimo segundo sistema nomeado, o nono tufão e o sexto super tufão da temporada de tufões no Pacífico de 2007. Ao longo de seu caminho, wipha afetou Taiwan e a República Popular da China.

## História meteorológica

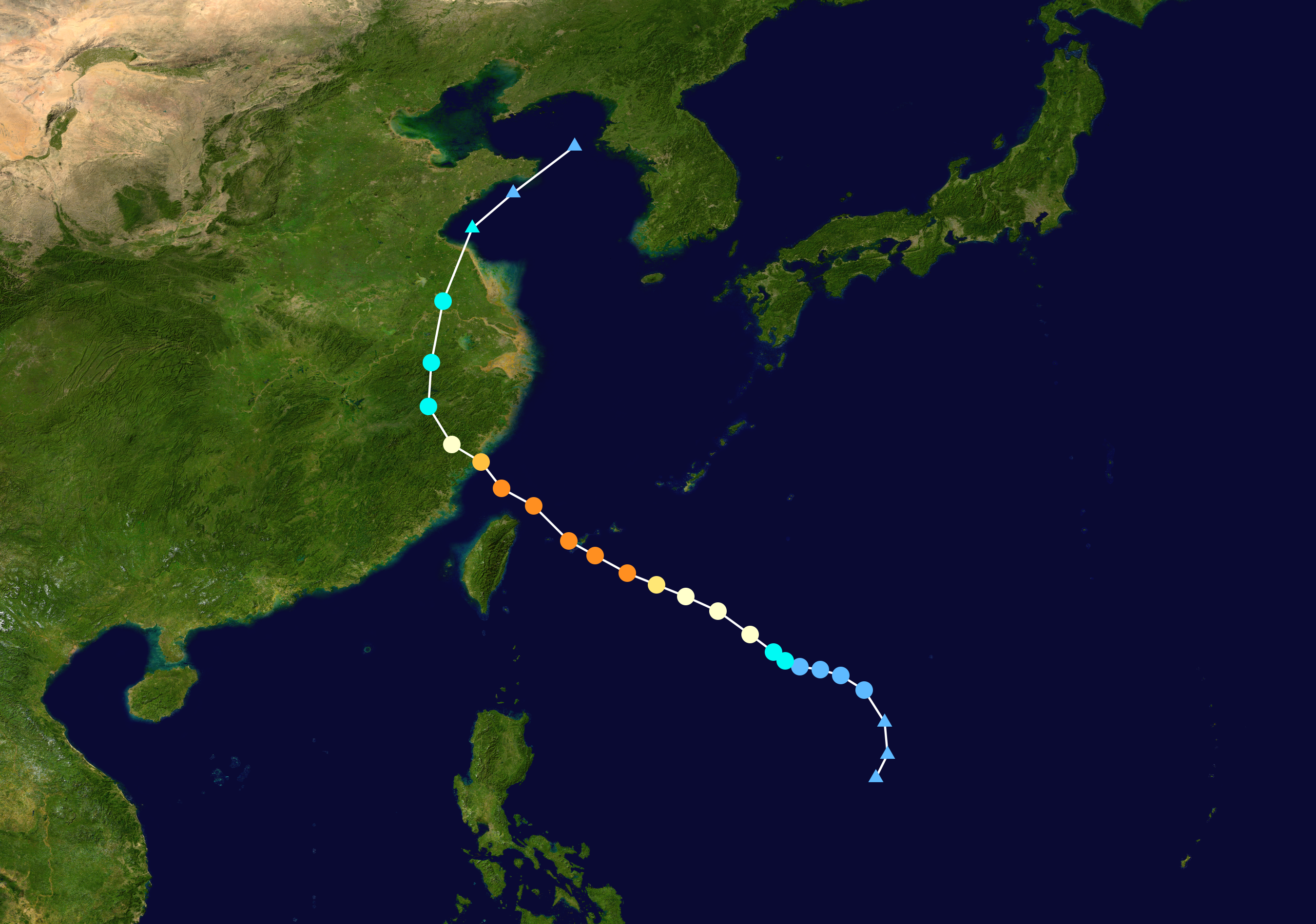
O caminho de Wipha

Uma perturbação tropical formou-se a sudeste de Naha, Okinawa, Japão na madrugada de 13 de setembro. Esta área ficou gradualmente mais bem organizada e o Joint Typhoon Warning Center (JTWC) emitiu um aviso de formação de ciclone tropical no final de 14 de setembro. No dia seguinte, a Agência Meteorológica do Japão (AMJ) classificou o sistema como depressão tropical. Logo depois, o JTWC começou a emitir avisos regulares sobre a depressão tropical "13W". No final daquele dia a PAGASA também considerou o sistema como depressão tropical e nomeou-o de "Goring". Em 16 de Setembro, o sistema fortaleceu-se e tornou-se a tempestade tropical Wipha. O nome Wipha foi dado pela Tailândia e é um nome feminino comum no local. Em 17 de setembro, Wipha sofreu rápida intensificação e rapidamente tornou-se um tufão. O tufão continuou a se fortalecer rapidamente e na madrugada de 18 de setembro, Wipha foi classificado como um super tufão na madrugada de 18 de Setembro. Suas bandas externas de tempestade atingiram Taiwan e na madrugada de 19 de setembro (horário local), Wipha atingiu a República Popular da China, mais precisamente em Fuding, cidade próxima à divisa entre as províncias de Fujian e Zhejiang. Entretanto, pouco antes de wipha atingir a costa chinesa ele se enfraqueceu ligeiramente, tornando-se um tufão equivalente a um furacão de categoria 3.
Originalmente Wipha ameaçou atingir Xangai, que poderia fazer de Wipha um dos tufões mais destrutivos da década. Entretanto, uma pequena mudança na direção do movimento de Wipha fez que o tufão atingisse uma região mais ao sul. Assim que o tufão atingiu a costa da China, a AMJ e o JTWC pararam de emitir avisos sobre Wipha.

## Preparativos
O governo da República da China (Taiwan) ordenou a ancoragem de todas as embarcações (grandes e pequenas) nos portos. O governo do país também recomendou às pessoas a não praticarem esportes aquáticos ou sequer aproximarem da costa, principalmente no nordeste da ilha. O Centro de Respostas a Emergências de Taiwan avisou a população sobre o possível transbordamento de rios, deslizamentos de terra e desprendimento de rochas de regiões montanhosas. No país, também foram suspensos voos e escolas foram fechadas. A bolsa de Taipé também ficou fechada em preparação à chegada do tufão.
Na China, mais de 2 milhões de pessoas foram retiradas das áreas onde o tufão iria atingir, principalmente a costa das províncias de Fujian e Zhejiang e também da cidade de Xangai Assim como em Taiwan, o governo chinês também ordenou a permanência de embarcações (grandes e pequenas) nos portos, assim como o retorno das embarcações que estavam em alto-mar. Nos dois aeroportos de Xangai, mais de vinte voos foram suspensos e outros cinqüenta foram adiados. O tufão também causou a alteração das datas de duas partidas da Copa do Mundo de Futebol Feminino de 2007, que aconteceram em 20 de Setembro na cidade de Hangzhou. A Agência de Notícias Xinhua considerou a retirada de mais de 2 milhões de pessoas como a maior em quase meio século na região e que o tufão seria o mais destrutivo dos últimos dez anos.

## Impactos

### Taiwan
O olho de Wipha passou a mais de 200 km a norte da ilha, porém, suas bandas externas de tempestade atingiram a porção norte da ilha com ventos de mais de 173 km/h. As enchentes congestionaram os centros urbanos da ilha. Uma pessoa morreu e outra ficou gravemente ferida quando uma estrutura metálica de uma construção desabou sobre eles.

### China
Nas províncias de Zhejiang, Fujian e Jiangsu, mais de 9.600 casas foram completamente destruídas e outras 42.000 foram danificadas. Mais de 248.000 hectares de plantações foram destruídas e 614 estradas foram interrompidas pelos alagamentos. Os danos totais na China causados por wipha foram calculados em $880 milhões de dólares. No país, nove pessoas morreram após a passagem do tufão.